# 斎藤悠弥
斎藤 悠弥（さいとう ゆうや、1979年4月2日）は、日本のソングライター、編曲家、音楽プロデューサー、キーボーディスト、レコーディング&ミキシング・エンジニア、マスタリング・エンジニア。埼玉県出身。株式会社Sound Drive代表取締役社長。血液型はO型。

## 人物
幼少期よりピアノを習い音楽の基礎を学習。高校時代より本格的に作曲や演奏活動を開始。その後アーティストへの楽曲提供、映画、テレビ、CMなどの音楽制作、ミュージカル、ゲーム、アニメなどの分野で幅広く活動中。アップテンポなポップスと泣きメロのバラード曲を得意とする。
2013年から大島はるなのサウンド・プロデュースと楽曲制作を担当。また、PCゲーム主題歌も数多く手掛けており、Purple software、WHITESOFT、Whirlpoolといったブランドの作品に楽曲を提供している。特技は昼寝と料理。

## 不祥事
2021年11月中旬、当時13歳の女子中学生にお金を渡すと約束し、静岡県浜松市内の宿泊施設でみだらな行為をしたとして、2023年1月24日に児童買春・ポルノ禁止法違反で浜北警察に逮捕された。
2023年10月16日の午前8時ごろ、東京都北区のJR赤羽駅のホームにて、女子中学生のスカートの中をモバイルバッテリー型カメラで盗撮しようとしたとして、盗撮処罰法違反の現行犯で逮捕された。

## 主な楽曲提供

### 作詞・作曲・編曲
| 曲名                    | 歌手名                                | タイアップ                                                               |
| ----------------------- | ------------------------------------- | ------------------------------------------------------------------------ |
| Rising Soul             | 大島はるな                            | フジテレビ『SHELiCoの夜活〜こんがりネェさんの大人買い〜』ED              |
| 運命の扉                | 大島はるな                            | PCゲーム『運命が君の親を選ぶ 君の友人は君が選ぶ』ED                      |
| 綺麗                    | 大島はるな                            | ドン・キホーテ 店内商品紹介ムービー タイアップ楽曲                       |
| Zillion Zest            | 大島はるな                            | PCゲーム『ギャングスタ・リパブリカ』OP                                   |
| I Miss You              | 大島はるな                            | PCゲーム『ギャングスタ・リパブリカ』ED                                   |
| Heat Up!                | 大島はるな                            | TVドラマ『12星座とラブる!』OP 映画『12星座のガールフレンド』テーマソング |
| 追憶のTwilight Tomorrow | 大島はるな                            | とちぎテレビ『ロッケンロール』ED                                         |
| Growing up              | 大島はるな                            |                                                                          |
| 天使の理想郷            | 大島はるな                            | PCゲーム『ギャングスタ・アルカディア 〜ヒッパルコスの天使〜』OP          |
| MY STORY                | 大島はるな                            | PCゲーム『さくらシンクロニシティ』ED                                     |
| Ray of Hope             | タカオ（沼倉愛美） ヒュウガ（藤田咲） | 映画『蒼き鋼のアルペジオ-アルス・ノヴァ- DC』キャラクターソング          |

### 作詞・作曲
- 大島はるな
  - 魔法のチカラ（テレビアニメ『マジでオタクなイングリッシュ!りぼんちゃん 〜英語で戦う魔法少女〜』公式仮想ED）
  - Revolution

### 作曲・編曲
テレビアニメ主題歌/キャラクターソング等
ゲーム主題歌
| 曲名                           | 歌手名     | タイアップ                                                                                 |
| ------------------------------ | ---------- | ------------------------------------------------------------------------------------------ |
| 未来図                         | 浅葉リオ   | PCゲーム『未来ノスタルジア』ED                                                             |
| True your heart                | 浅葉リオ   | PCゲーム『しあわせ家族部』ED                                                               |
| 愛奴の小径                     | 浅葉リオ   | PCゲーム『ハピメア』ED                                                                     |
| 永続的恋愛理論                 | 浅葉リオ   | PCゲーム『ハピメア Fragmentation Dream』ED                                                 |
| ア・イ・ツに Fall in love!!    | 大島はるな | PCゲーム『ヤキモチストリーム』挿入歌                                                       |
| キミとなら〜輝きだすプリズム〜 | 大島はるな | PCゲーム『プリズム・プリンセス』ED                                                         |
| Only my love                   | 大島はるな | PCゲーム『アマカノ』ED                                                                     |
| パラドックス                   | 大島はるな |                                                                                            |
| アヤカシ                       | 大島はるな | PCゲーム『アヤカシ散華』OP                                                                 |
| 2人のシンフォニー              | 大島はるな | PCゲーム『アマカノ 〜Second Season〜』ED                                                   |
| Miracle Heart!!                | 大島はるな | PCゲーム『ワガママハイスペック』OP                                                         |
| 金桜の契り                     | 喜多修平   | PSPゲーム『雅恋 〜MIYAKO〜 あわゆきのうたげ』OP                                            |
| Mind Squall                    | 佐咲紗花   | PCゲーム『ワルキューレロマンツェ 少女騎士物語』挿入歌                                      |
| Eternal Wish                   | 佐咲紗花   | PCゲーム『木洩れ陽のノスタルジーカ』OP                                                     |
| コイノウタ                     | しほり     | PCゲーム『ワルキューレロマンツェ More&More』ED                                             |
| 赤い風船                       | しほり     | PCゲーム『うそつき王子と悩めるお姫さま -PRINCESS SYNDROME-』ED                             |
| 幸せのサイン                   | NANA       | PCゲーム『Lunaris Filia 〜キスと契約と真紅の瞳〜』ED                                       |
| ずっとずっと                   | NANA       | PCゲーム『まじかりっく⇔スカイハイ 〜空飛ぶホウキに想いをのせて〜』ED                       |
| カラフル                       | のみこ     | PCゲーム『夏いろペンギン -The sunlight of the early summer to glitter to the blue sky-』ED |
| 夢の無限回廊                   | 橋本みゆき | PCゲーム『ハピメア』OP                                                                     |
| Forever! Never stop!!          | バル       | PCゲーム『Justy×Nasty 〜魔王はじめました〜』ED                                             |
| キャンバス                     | ЯIRE       | PCゲーム『ましろ色シンフォニー』イメージソング                                             |

- AKINO from bless4「Just Moving On Now」
- D☆DATE「応援歌」
- 平川大輔「白い追憶〜under the daylight」
- 美郷あき「brilliant voice」
- 水樹奈々「夏恋模様」
- milktub「春夏秋冬」「25時のAnswer」
- ももいろクローバー「ももいろパンチ」
- 渡り廊下走り隊7「恋愛ヘビー級チャンピオン」
- dreamy「DOLLY」
- 韓国ドラマ『雪の女王』ED
- ライブレボルト「Happy Magic!」

### 作曲
- 逢川千歌音（桜咲百愛）「Trust」
  - PCゲーム『夏いろペンギン -The sunlight of the early summer to glitter to the blue sky-』ED
- 神谷浩史「my diary」「my diary -reprise-」
- 佐咲紗花「追憶のスカーレット」
  - PCゲーム『RE:LOADED CARMINE』ED
- 大島はるな「あの日見た夢 変わらないまま」
- 椎名へきる「真夏の夜のスキマ」
- 水蓮寺ルカ starring 山崎はるか「Forever star」（劇場版『ハヤテのごとく! HEAVEN IS A PLACE ON EARTH』挿入歌）
- 福永幸海「本当の私」（PCゲーム『プリズム・プリンセス』ティアイメージソング）
- 「放課後アメージンッKiss」
  - PCゲーム『ワガママハイスペック』ED
    - 鹿苑寺かおるこ（桜乃ひよ）
    - 桜木・R・アーシェ（桜あいね）
    - 鳴海兎亜（小松アン）
    - 宮瀬未尋（白咲葵依）
- 松浦亜弥「七回歌うといいことがある歌」

### 編曲
- 安倍なつみ「25 〜ヴァンサンク〜」
- KAT-TUN「LOVEJUICE」
- 川島なお美「Actrice」
- 東方神起「Love in the Ice」（ピアノ）
- Not yet「週末Not yet」（テレビ朝日・日曜ナイトドラマ『Dr.伊良部一郎』主題歌）
- 渡り廊下走り隊7「地下鉄のteddyboy」

## ゲームBGM
- Ricotta『ワルキューレロマンツェ 少女騎士物語』
- Whirlpool『Lunaris Filia 〜キスと契約と真紅の瞳〜』
- Whirlpool『Justy×Nasty 〜魔王はじめました〜』

他

## 関連人物
- Sound Drive所属
  - EternallyS（作曲・編曲家）
  - 田中俊裕（作曲・編曲家）
  - 津田直士（作曲・編曲家・プロデューサ）
  - 長友夏樹
  - 中村良光（A&R）
  - U-shun（作曲家）
- その他
  - 虻川治（ギタリスト・プロデューサ・ディレクター）
  - 米澤眞（プロデューサー・マネージャー・ディレクター）
  - 伊藤ミツヤ（編曲家・ギタリスト）
  - 青木悠（レコーディング・ミキシング・マスタリングエンジニア）
  - Tetsu"Piyo"Tanaka（ベーシスト）
  - 早川誠一郎（ドラマー）